# Angiogénine
L'angiogénine, ou ribonucléase 5, est une ribonucléase qui, chez l'homme, est encodée par le gène ANG situé sur le chromosome 14. C'est un puissant stimulateur de la formation de nouveaux vaisseaux sanguins par angiogenèse. Elle hydrolyse l'ARN cellulaire, ce qui a pour effet de moduler l'activité de biosynthèse des protéines, et interagit avec l'ADN, ce qui a pour effet de favoriser l'expression de l'ARN ribosomique,. Elle est associée à divers cancers et maladies neurologiques à travers l'angiogenèse et l'activation de l'expression de gènes qui suppriment l'apoptose,,.

## Fonctions
L'angiogénine est une protéine clé qui intervient dans l'angiogenèse lors de la croissance tissulaire normale ou cancéreuse. Elle interagit avec les cellules endothéliales et du muscle lisse, ce qui favorise la migration et la prolifération cellulaires sous forme de structures tubulaires pénétrantes. Elle se lie à l'actine du muscle lisse et des cellules endothéliales pour former des complexes qui activent des cascades protéolytiques qui ont pour effet d'accroître la production de peptidases et notamment de plasmine qui dégradent les couches de laminine et de fibronectine de la lame basale. La dégradation de la lame basale et de la matrice extracellulaire permet aux cellules endothéliales de migrer et de pénétrer dans le tissu périvasculaire.
L'angiogénine active des voies de transduction de signal au niveau de la membrane plasmique des cellules endothéliales qui produisent des kinases ERK1/2 et protéine kinase B/Akt. L'activation de ces protéines conduit à l'invasion de la lame basale et à la prolifération cellulaire associées à l'angiogenèse.
L'étape la plus importante de l'angiogenèse est la translocation de l'angiogénine dans le noyau des cellules. Une fois cette translocation réalisée, l'angiogénine y stimule la transcription de l'ARN ribosomique en se liant à une région riche en résidus CT, de séquence CTCTCTCTCTCTCTCTCCCTC, appelée angiogenin binding element (ABE), ou élément se liant à l'angiogénine, dans la région intergénique amont de l'ADN ribosomique, ce qui a pour effet d'activer d'autres facteurs favorisant l'angiogenèse,,.
Parmi les protéines qui interviennent dans l'angiogenèse, l'angiogénine présente la particularité d'être d'une enzyme dont la séquence est semblable à 33 % à celle de la ribonucléase pancréatique bovine, ou ribonucléase A. Elle possède les mêmes propriétés catalytiques de la RNase A, elle clive l'ARN préférentiellement du côté 3’ des nucléotides à pyrimidine et suit un mécanisme réactionnel transphosphorylation/hydrolyse. Elle est cependant 105 à 106 fois moins performante pour cliver l'ARN que la RNase A.
Cette efficacité considérablement moindre est due à la glutamine 117, qui bloque le site catalytique. L'élimination de ce résidu sous l'effet d'une mutation accroît l'activité ribonucléase de 11 à 30 fois. En dépit de cette faiblesse apparente, l'activité enzymatique de l'angiogénine semble essentielle à son activité biologique : le remplacement des résidus d'histidine en positions 13 et 114, qui jouent un rôle important dans le site catalytique, conduit invariablement à la réduction de l'activité ribonucléase envers l'ARN de transfert d'un facteur 104 et abolit presque complètement l'action de cette protéine dans l'angiogenèse.

## Pathologies
L'angiogénine joue un rôle de premier plan dans les cancers en raison de son implication dans l'angiogenèse et dans la survie des cellules. Cela en fait un bon candidat comme cible de possibles traitements contre les cancers. La translocation de l'angiogénine dans le noyau des cellules accroît l'activité de transcription de l'ARN ribosomique tandis que les souches qui sont dépourvues d'angiogénine ont une activité de transcription de l'ARN ribosomique réduite. La même chose a été observée en présence d'inhibiteurs bloquant la translocation de l'angiogénine,. Les cellules HeLa et HUVEC réalisent la translocation de l'angiogénine dans leur noyau en fonction de leur densité cellulaire : les premières réduisent la translocation au-delà d'une densité critique, tandis que les secondes l'arrêtent complètement. L'inhibition de l'angiogénine affecte la capacité de prolifération des cellules HeLa, ce qui offre certaines perspectives thérapeutiques.
L'angiogénine ayant une action protectrice sur les motoneurones, il est possible qu'un lien causal existe entre mutations de l'angiogénine et la sclérose latérale amyotrophique. Des facteurs d'angiogenèse associés à l'angiogénine pourraient protéger directement le système nerveux central et les motoneurones. Des expériences avec de l'angiogénine sauvage ont montré qu'elle ralentit la dégénérescence des motoneurones chez des souris qui ont développé une sclérose latérale amyotrophique. L'expression de l'angiogénine dans la maladie de Parkinson est considérablement réduite en présence d'agrégats d'α-synucléine. L'application d'angiogénine exogène sur des cellules produisant de la dopamine conduit à la phosphorylation de la PKB/AKT ; l'activation de ce complexe inhibe le clivage de la caspase 3 et l'apoptose lorsque les cellules sont exposées à une substance simulant la maladie de Parkinson.

## Génétique
L'épissage alternatif conduit à deux variantes de transcription qui encodent chacune une protéine différente. Les gènes de l'angiogénine et de la ribonucléase 4 partagent ainsi le même promoteur et le même exon 5’ ; ces deux gènes sont en revanche épissés chacun avec un exon aval spécifique pour former l'ensemble de leur région codante.